# 富士能廣
富士 能廣（ふじ よしひろ）は、 江戸時代の富士山本宮浅間大社の公文職。

## 略歴
山本新右衛門の子として生まれ、後に富士能茂の養子となる。公文富士家に伝わる系図によると、能茂が明和4年（1767年）に隠居し、それに伴い家督を相続したとある。妻は大原源兵衛の娘、後妻として大原源兵衛の養女を迎えている。何れも早世し、後に天野清福の娘を正室としている。
『開帳差免帳』によると、天明9年（1789年）に江戸幕府により富士山本宮浅間大社の開帳許可が認められた人物として「公文富士長門」が記される。
寛政期になると、従来からの荒れ地であり問題を抱えていた万野原の新田開発の話が持ち上がった。能廣は万野用水開削を幕府と交渉するため、江戸へ向かうなどしている。
能廣の事蹟として、寛政10年（1798年）の韮山代官所宛の文書およびそれに伴う翌年の制札が富士山史として取り上げられることが多い。これは当時大宮・村山口登山道の起点である大宮口を通らず村山口に至る登拝者がおり不利益を被っていたため、岩本と大宮に制札を立てることを望み、登拝者の法度厳守を求めたものである。
背景として、大宮口が位置する浅間大社の修理料は登拝者が支払う役銭が充てられていたがその役銭不足が問題となっていたこと、村山口を経ない登山も横行していたため村山も同じく同調したものと目される。